# 白井華陽
白井 華陽（しらい かよう、生年不明 - 天保7年9月3日（1836年10月12日））は江戸時代後期に活躍した岸派の絵師。『画乗要略』の著者として知られる。

## 略伝
名は景広、広、実。字は士潤。通称は貞介。華陽は号で、別号に梅（楳)泉、楳泉画楼など。新潟多門通の素封家、白井善十郎の長男に生まれる。生年不明だが、弟の直道が天明8年（1788年）生まれと伝えられており、それより前の出生となる。新潟に遊んだ文人は必ず白井家を訪ね逗留したと言われ、貫名海屋も半年も彼の家に滞在したと言われる。華陽は早くして絵師を志し家を出たため、弟直道が家業を継いだという。
幼少より画を地元の画家呉北汀(ご ほくてい)に習う。その後江戸に出て亀田鵬斎に儒学を学ぶ。次いで京都に住み岸駒・岸岱父子に師事する。『平安人物誌』文政5年（1822年）版と文政13年（1830年）版に華陽の名が載っている。絵だけでなく、武芸や禅、相撲、演劇にも通じ、かなりの博覧強記だったという。天保7年9月に亡くなったとされるが、墓碑銘や過去帳によって確認されているわけでなく、墓の所在も不明。現在確認されている作品は少なく10点未満、岸派の絵師らしく小刻みで肥痩ある線を用い、虎の絵が多い。

## 『画乗要略』
江戸時代後期の画伝書。全5巻。取り上げた人数は276名、附の108名を合わせると384名。天保3年（1832年）初版以後、何度も版を重ね、明治に入っても刷られていたと推測される。『画乗要略』の後に編集された、朝岡興禎『古画備考』（嘉永3年（1850年）起筆）や堀直格『扶桑名画伝』（嘉永7年（1854年）序）は必ず本著を引用しており、影響力の大きさが窺える。著者華陽に近い世代や、華陽と縁の深い岸派、越後を中心とした北国筋の絵師の記事が多い。最後に女流画家をまとめて収録しているのも特徴的である。中には現在伝記も作品も忘れられた絵師もおり、貴重な記録と言える。

## 作品
- 猩々図 （京都府立総合資料館蔵、京都文化博物館管理） 絹本著色
- 商山四皓図・猛虎図 （宮津市・天長寺蔵） 1基 紙本墨画淡彩

## 参考資料
- 監修 小林忠・河野元昭 編集・校訂 木村重圭 『[定本] 日本絵画論大成 第10巻』 ぺりかん社、1998年 ISBN 4-8315-0837-3
- 『京都文化博物館開館10周年記念特別展 京（みやこ）の絵師は百花繚乱 「平安人物志」にみる江戸時代の京都画壇』展図録、京都文化博物館、1998年